# Kutzenhausen (Franciaország)
Kutzenhausen település Franciaországban, Bas-Rhin megyében. Lakosainak száma 924 fő (2022. január 1.). Kutzenhausen Lampertsloch, Lobsann, Merkwiller-Pechelbronn, Soultz-sous-Forêts és Surbourg községekkel határos.

## Népesség
A település népességének változása:
| Lakosok száma | 904  | 923  | 933  | 915  | 912  | 913  | 917  | 921  | 924  |
|               | 2013 | 2015 | 2016 | 2017 | 2018 | 2019 | 2020 | 2021 | 2022 |